# الحج في البهائية

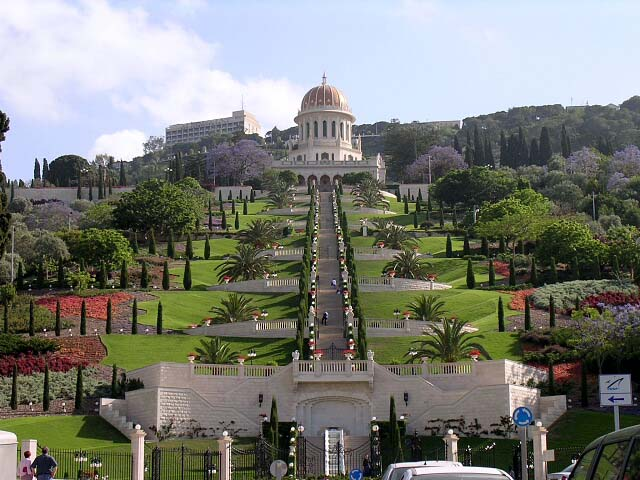
ضريح الباب في حيفا

تقتصر مناسك الحج البهائي حاليًا على زيارة الأماكن المقدسة في حيفا وعكا والبهجة في المركز البهائي العالمي الواقع في شمال غرب إسرائيل، حيث لا يستطيع البهائيون في الوقت الحاضر من الوصول إلى الأماكن الأخرى التي تم تحديدها من قِبَل بهاءالله كمواقع للحج.
سنّ بهاءالله حكم الحج في الكتاب الأقدس وحدّد مكانين: بيت بهاءالله في بغداد ، وبيت الباب في شيراز، أي بيت علي محمد الشيرازي المبشّر بظهور بهاءالله. بيّن بهاءالله في لوحيْن منفصليْن، يُعرفان بسورة الحجّ، مناسك خاصّة للحجّ لأيّ من البَيْتيْن. فقد قال بهاء الله في الكتاب الأقدس: «قد حكم الله لمن استطاع منكم حجّ البيت». وقد بيّن بهاءالله أنّ الحجّ إلى أحد البيتيْن يكفي للقيام بالواجب المفروض في هذه الآية. في وقتٍ لاحقٍ، حدّد عبدالبهاء مرقد (ضريح) بهاءالله في البهجة كموقعٍ للحج،  ولم يتم تحديد مناسك معينةٍ له.ويُعتبر أيضًا قبلة البهائيين منذ وفاة بهاءالله.
نظرًا للأوضاع السياسية الحالية، فإن غالبية البهائيين لا يمكنهم أداء الفريضة ومناسكها في البيتين المخصصين للحج في شيراز بإيران وبغداد بالعراق. وعندما يشير البهائيون حاليًا إلى الحج، فالمقصود منه حج التسعة أيام في المركز البهائي العالمي في حيفا و عكاء بإسرائيل. هذا الحج الذي يستمر تسعة أيامٍ لا يحلّ محل الحج إلى بيتي بغداد وشيراز، ومن المقرر أن يؤدي البهائيون مناسك الحج في بيت الباب بشيراز وبيت بهاءالله ببغداد في المستقبل.

## بيت بهاء الله في بغداد

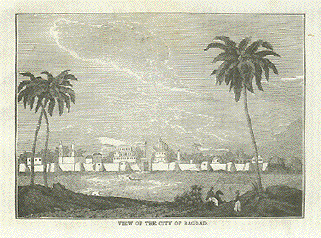
منظر عام لمدينة بغداد سنة 1855م

بهاءالله هو شارع الدين البهائي. أعلن بهاءالله بأن الهدف الرئيس لرسالته هو تحقيق وحدة الجنس البشري. و تكمن ثلاثة أشكالٍ من الوحدة في جوهر رسالته: الإيمان بوحدانية الله وفردانيته وأنه خالق الكون ومبدعه، والإيمان بوحدة الجنس البشري قاطبةً، والإيمان بأن جميع الأديان السماوية ومؤسسيها هم إلهيو المصدر ويعكسون للبشرية دينًا إلهيًا واحدًا في جوهره، ويستمر متجددًا من عصرٍ إلى عصرٍ تبعًا لتطور البشرية ومدى استعدادها وقابليتها.
يعتبر البهائيون بيت بهاءالله في بغداد، والمعروف أيضًا باسم «البيت الأعظم»، والذي تم تحديده في الكتاب الأقدس كمكانٍ للحج، مكانًا مقدسًا. فهو المكان الذي عاش فيه بهاءالله منذ عام 1853م إلى 1863م (باستثناء عامين عندما اعتكف في جبال كردستان، شمال شرق بغداد، بالقرب من مدينة السليمانية)، والتي كانت تقع في حي الكاظمية ببغداد، بالقرب من الضفة الغربية لنهر دجلة.
في عام 1922م، قامت السلطات الشيعية المعادية للدين البهائي بمصادرة البيت. وقد أيّد مجلس عصبة الأمم مطالبة البهائيين بالبيت، لكنه لم يتم إعادته بعد إلى الجامعة البهائية.
في ظروفٍ غير واضحةٍ حاليًا، تم تدمير البيت في يونيو 2013م، وقد أرسل بيت العدل الأعظم خطابًا إلى جميع المحافل الروحانية المركزية في 27 يونيو لإبلاغهم بهدم البيت.

## بيت الباب في شيراز
في بيت علي محمد الشيرازي (الباب) الواقع في شيراز بإيران، أعلن الباب عن رسالته إلى الملا حسين بشروئي في 23 مايو 1844م، بأنه المبشّر لظهور دينٍ عالميٍ سيظهر من بعده بواسطة "مَن يُظهِرُهُ الله"، أي بهاءالله.
في 3-1942م تضرّر البيت بنيرانٍ في هجومٍ شنّه أعداء الدين البهائي، وفي عام 1955م تمّ تدميره، ولكن فيما بعد تمّ ترميمه مرةً أخرى. في عام 1979م، وبأمرٍ من الحكومة الإيرانية، تم تدميره مرةً أخرى خلال الثورة الإيرانية. وفي عام 1981م تم تحويل الموقع إلى طريقٍ وساحةٍ عامةٍ من قبل الحكومة الإيرانية.

بيت الباب الشيرازي في شيراز، إيران

## تسعة أيام الحج
تشمل الأماكن التي يزورها البهائيون في الحج الحالي الذي يستمر تسعة أيامٍ في المركز البهائي العالمي ما يلي. وللمزيد من المعلومات عن الحج البهائي يرجى الرجوع إلى الموقع الخاص بالجامعة البهائية العالمية.  
يقوم البهائيون في التسعة أيام بزيارة كلٍ من:

### قصر البهجة
- مقام (مرقد – ضريح) بهاءالله[15]
- قصر البهجة[16]

### حيفا
- مقام (مرقد – ضريح) الباب[17]
- حدائق ومدرجات جبل الكرمل[18]
- مقر بيت العدل الاعظم[19]
- مقر دار التبليغ العالمي[20]
- مركز دراسة النصوص المقدسة[21]
- دار الآثار[22]

- مزار حدائق أضرحة أسرة بهاء الله[23]
- موقع مشرق الأذكار المستقبلي[24]
- بيت عبدالبهاء[25]
- مزار ضريح أمة البهاء روحية خانم[26]
- بيت الحج الشرقي[27]

### عكا
- حديقة الرضوان[28]
- بيت عبود[29]
- بيت عبد الله باشا[30]
- بيت المزرعة[31]

الحج لمدة تسعة أيامٍ مفتوحٌ فقط للبهائيين وأزواجهم الذين تقدموا بطلباتٍ للحج. نظرًا للمساحة المحدودة في الأماكن المقدسة البهائية، يُسمح لـ 500 بهائيٍ كحدٍ أقصى في وقتٍ واحدٍ بزيارة حيفا. لا يُسمح للبهائيين بالزيارة للحج مرةَ أخرى إلا بعد انتظار مدة خمس سنواتٍ أخرى.

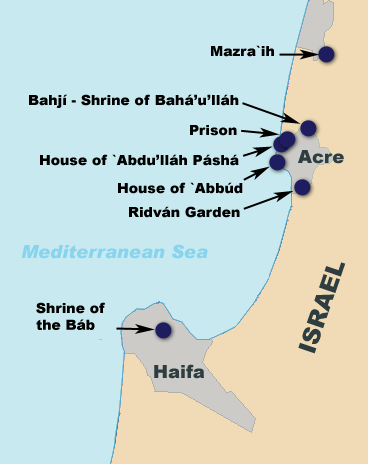
أماكن الحج الحالي التي أقرّها بيت العدل الأعظم

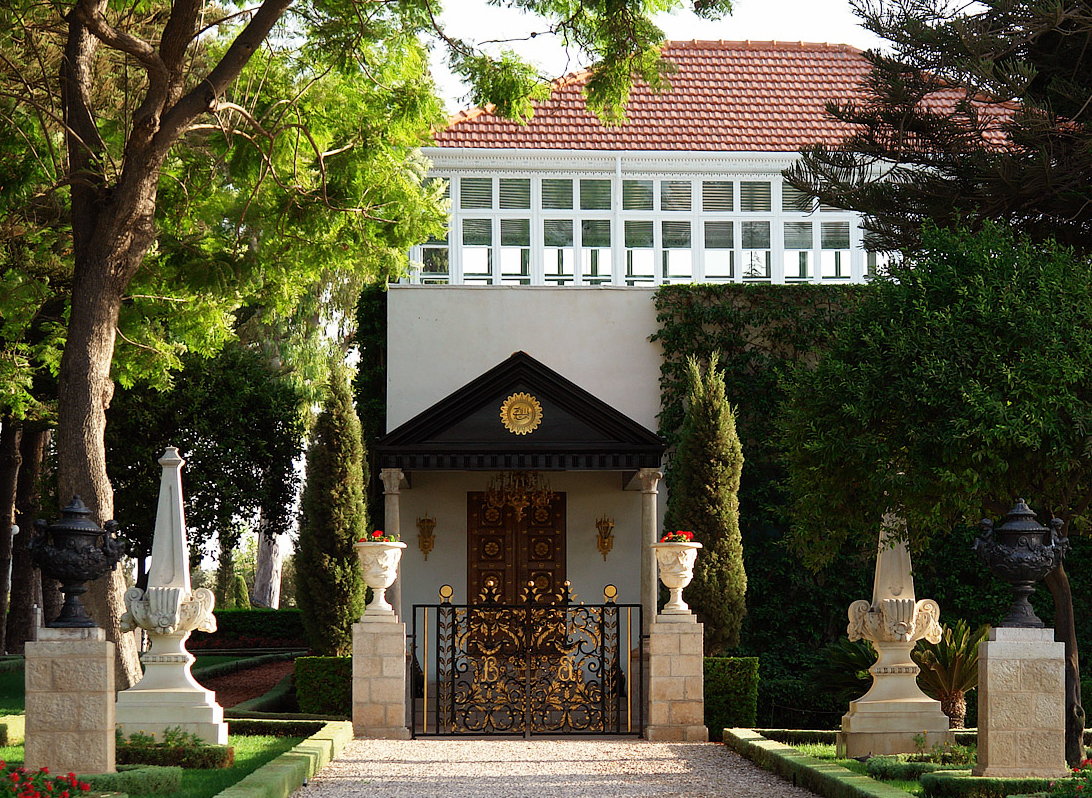
ضريح بهاءالله
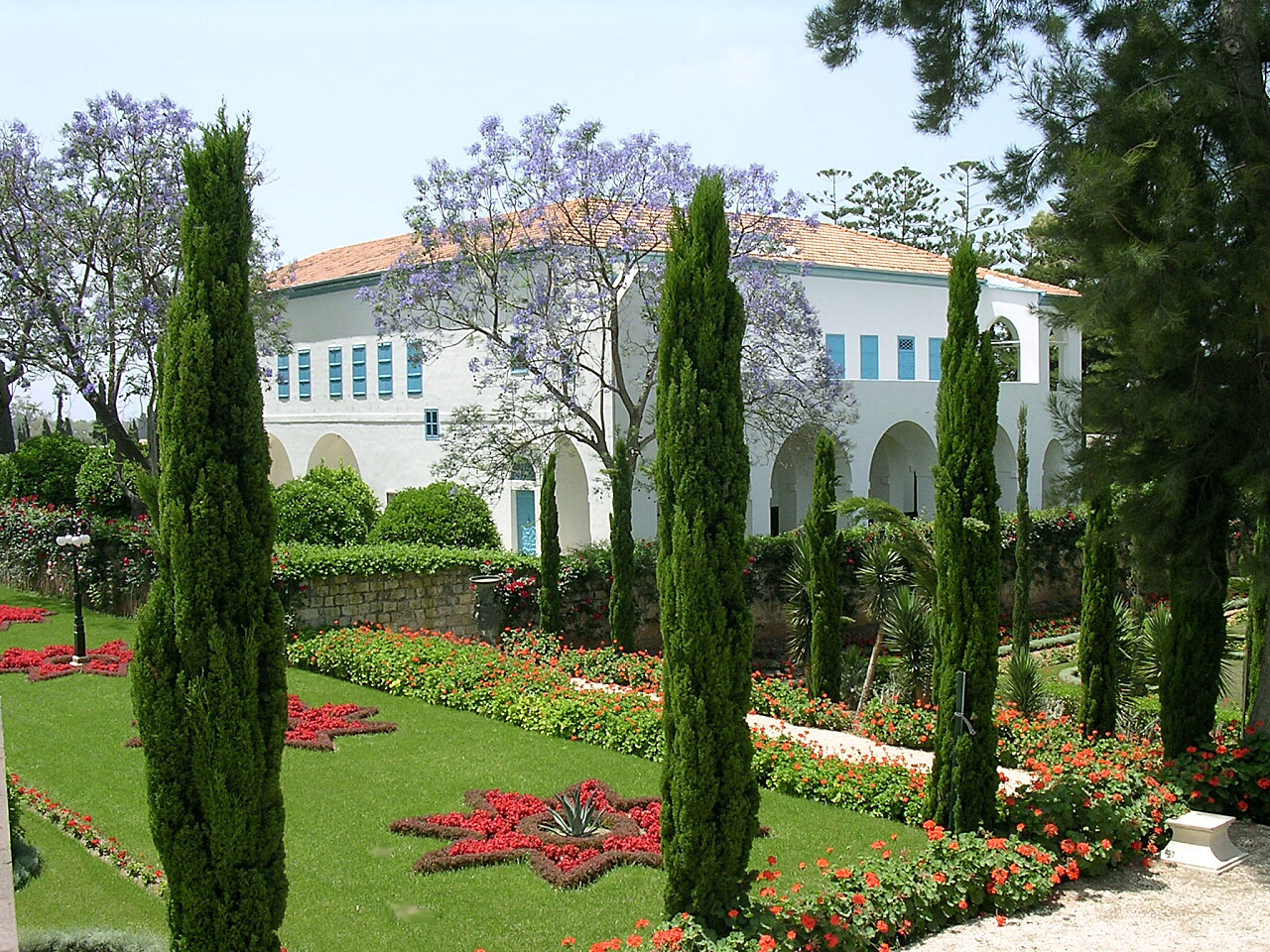
قصر البهجة
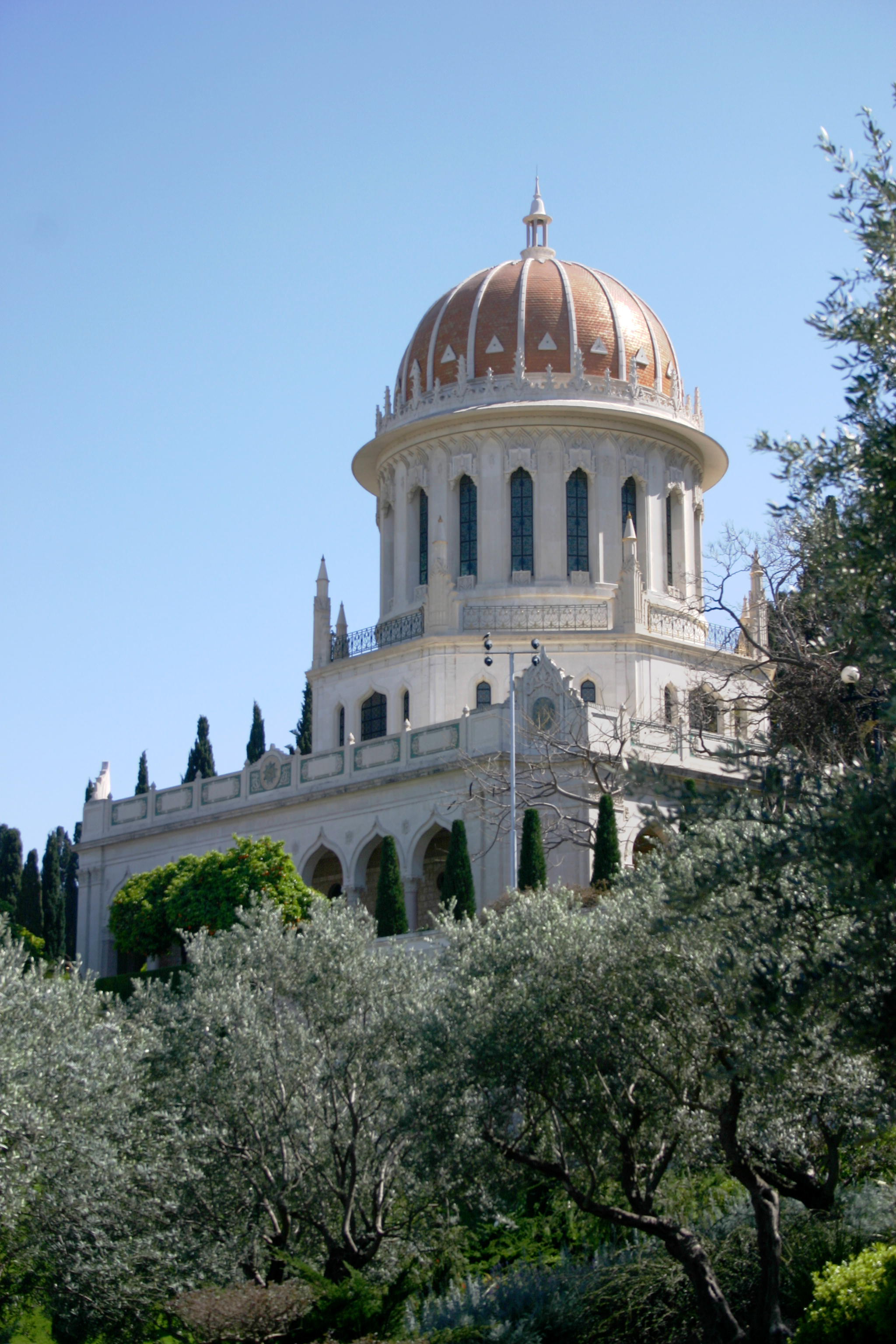
ضريح الباب
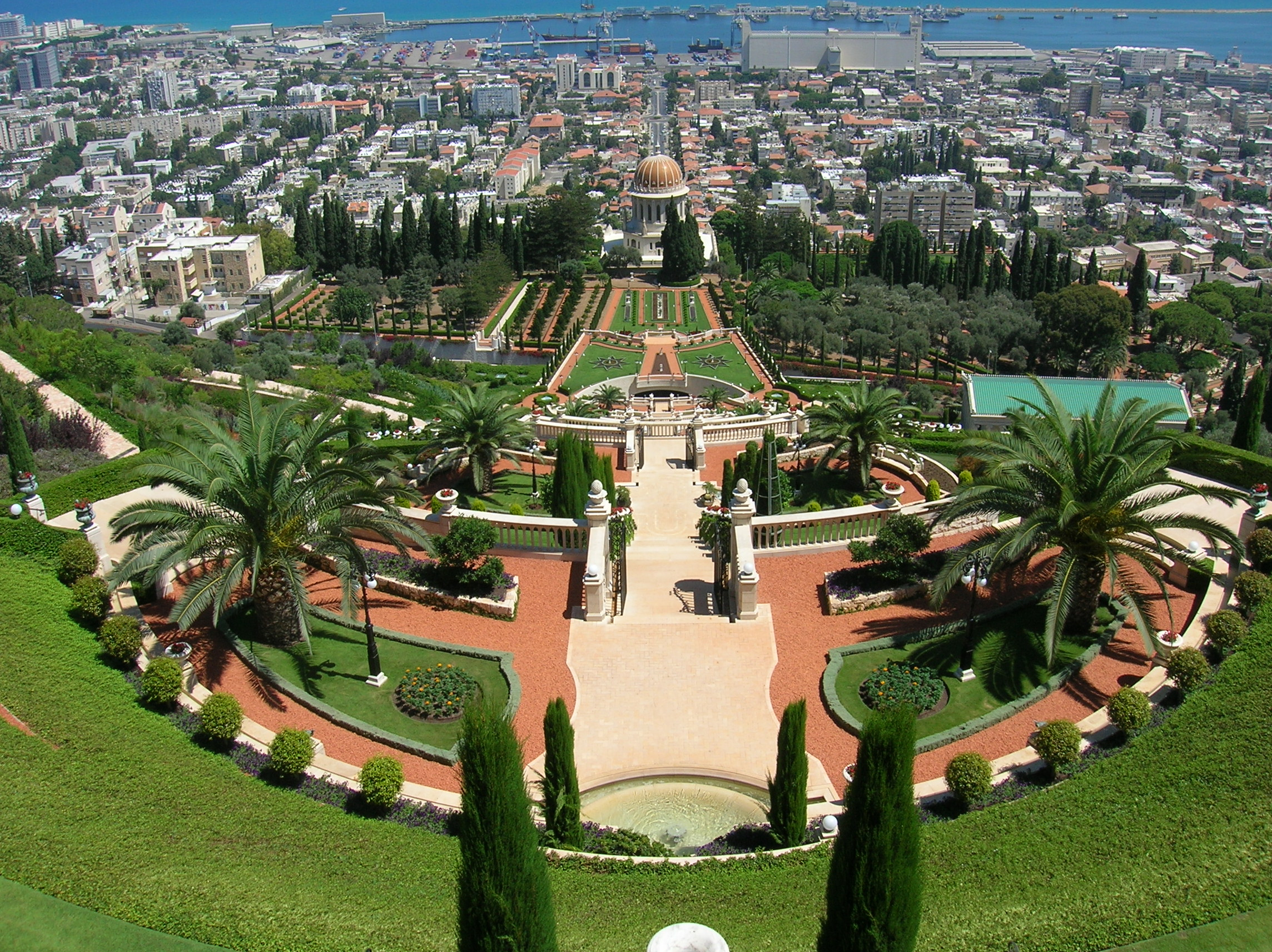
منظر عام لحدائق البهائيين في حيفا
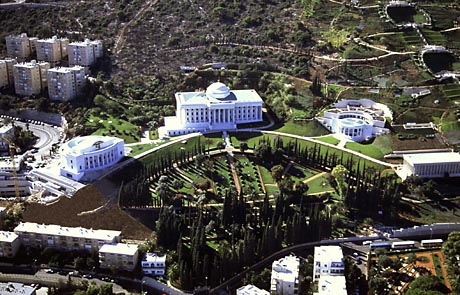
منظر عام للمركز البهائي العالمي على جبل الكرمل
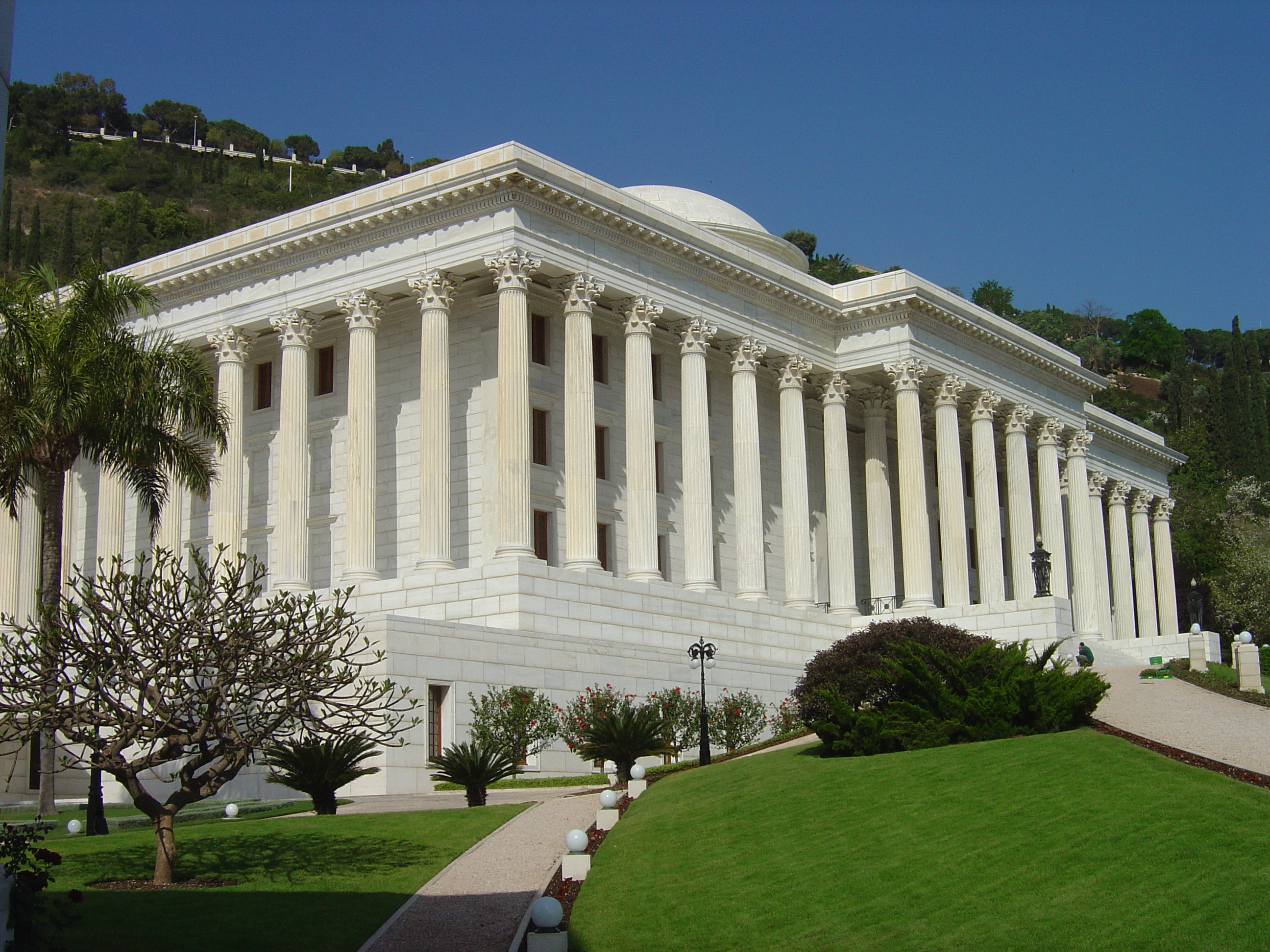
مقرّ بيت العدل الأعظم
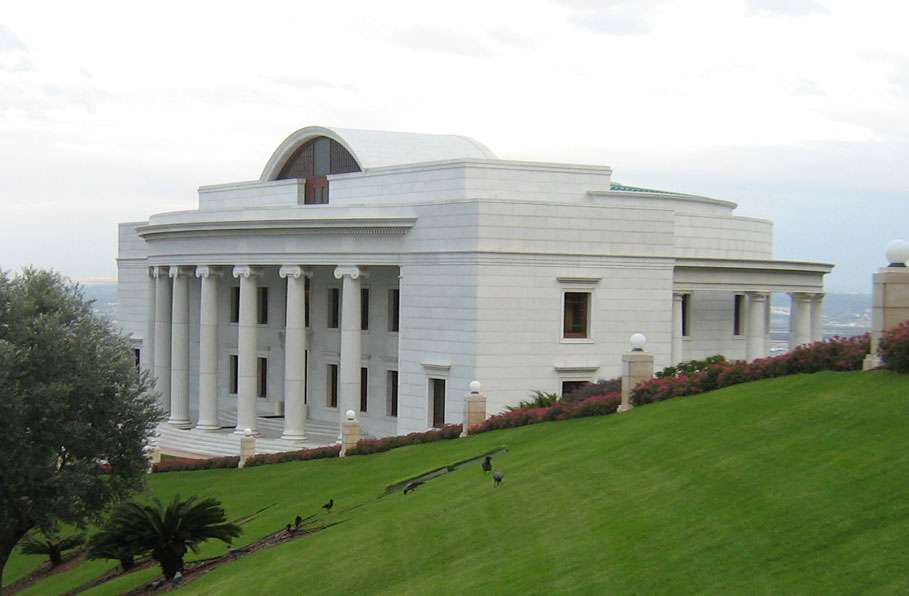
مقرّ دار التبليغ العالمي
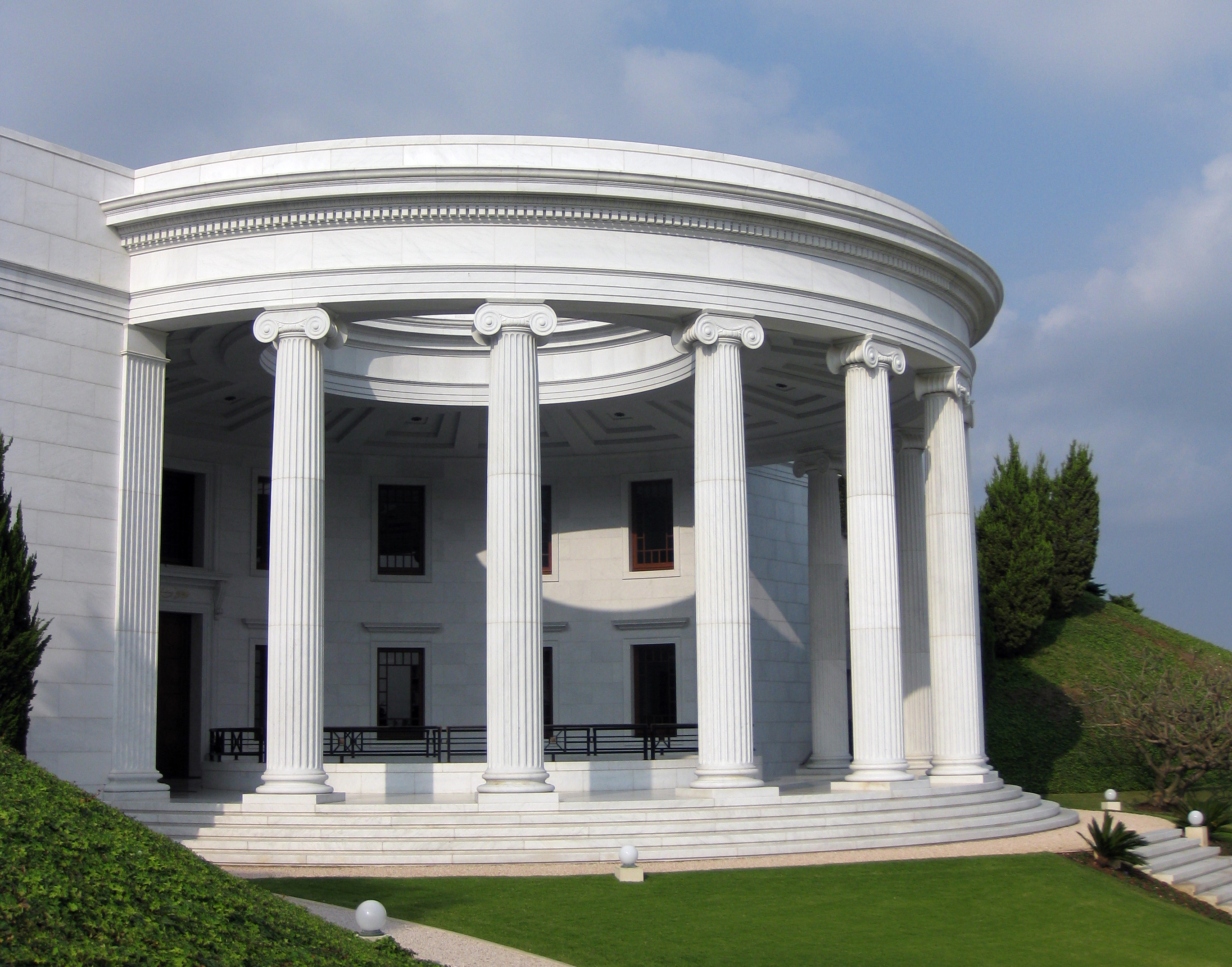
مركز دراسة النصوص المقدسة
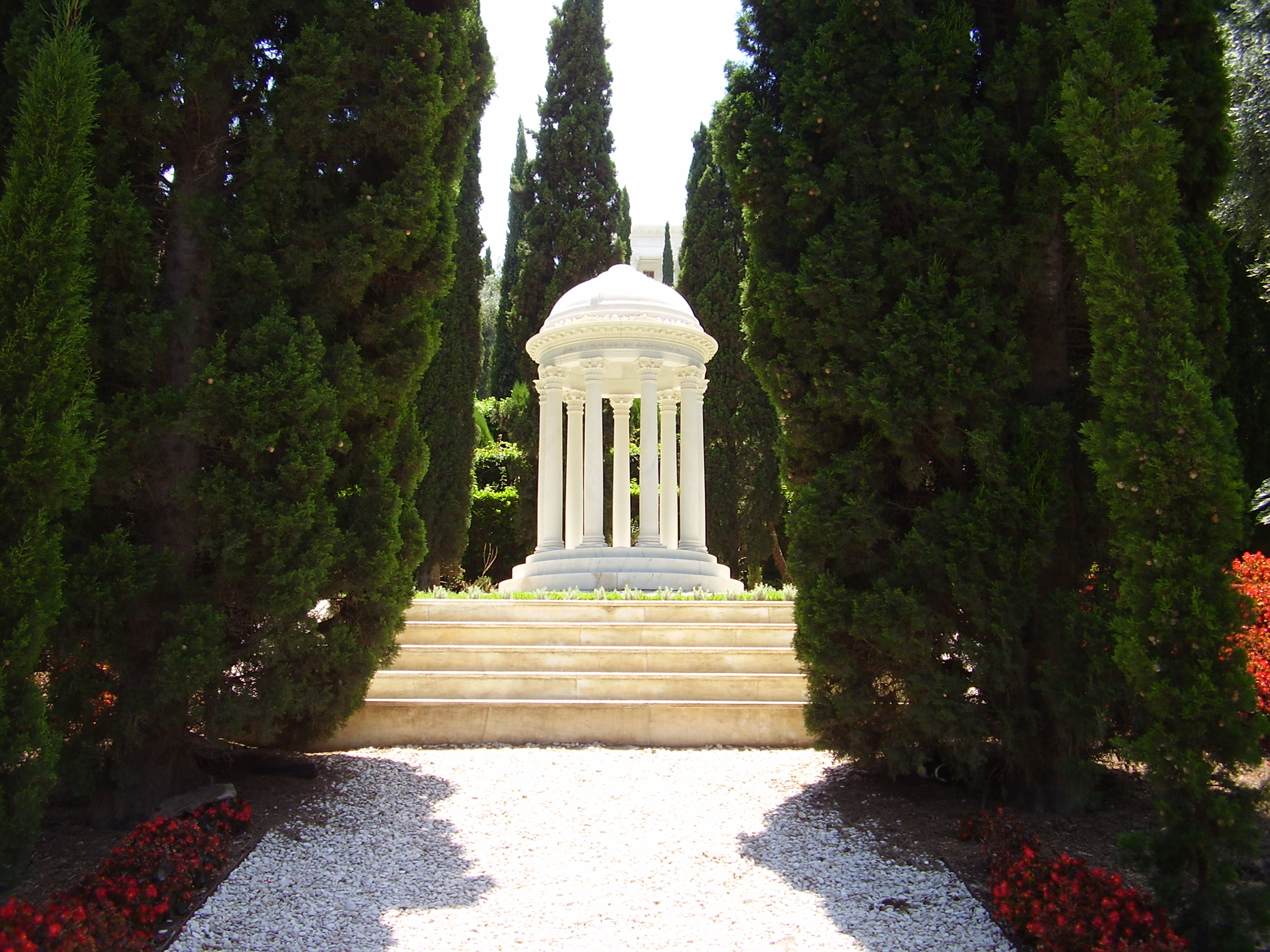
النصب التذكاري لبهائية خانم
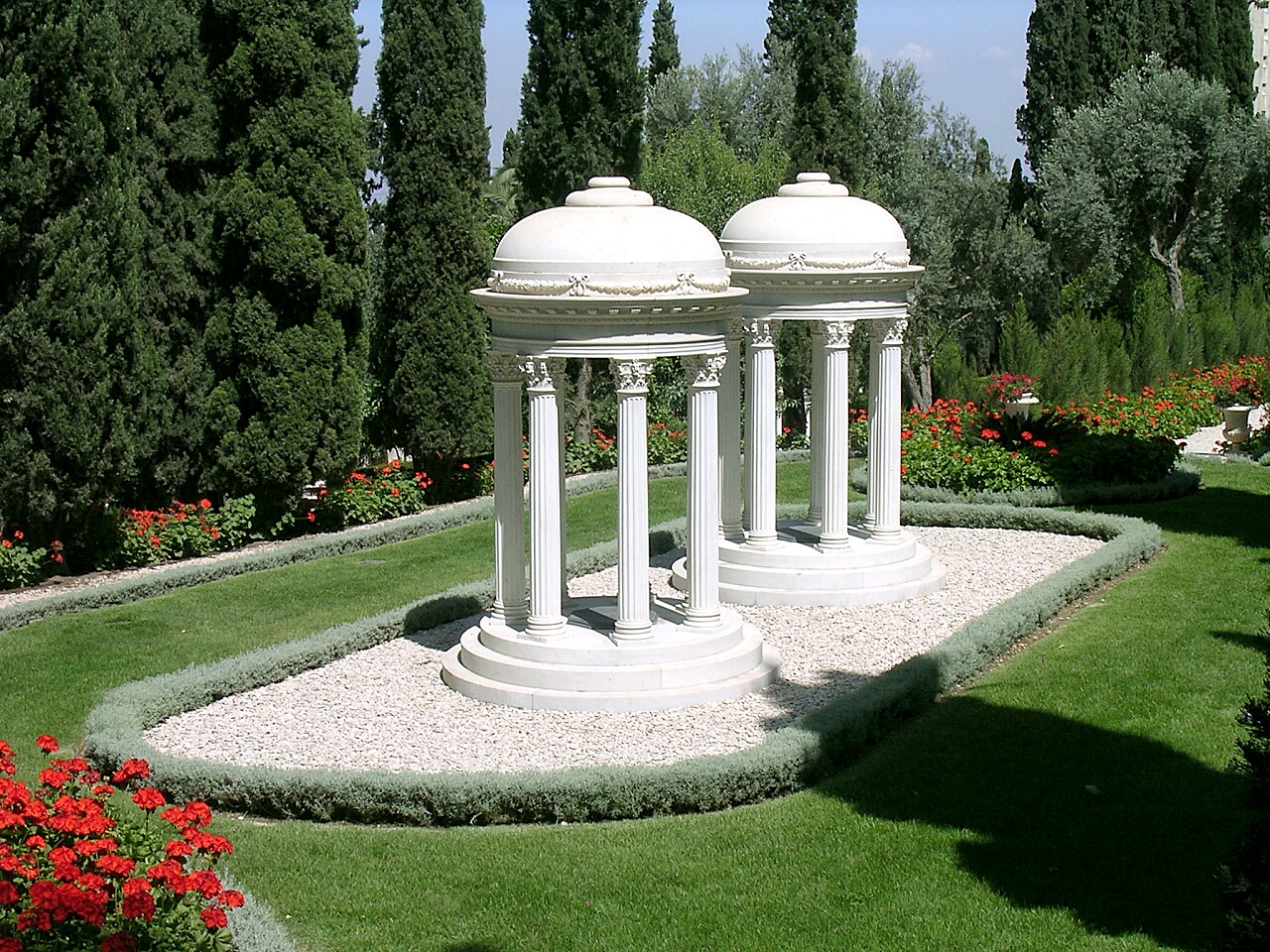
النصب التذكاري لميرزا مهدي
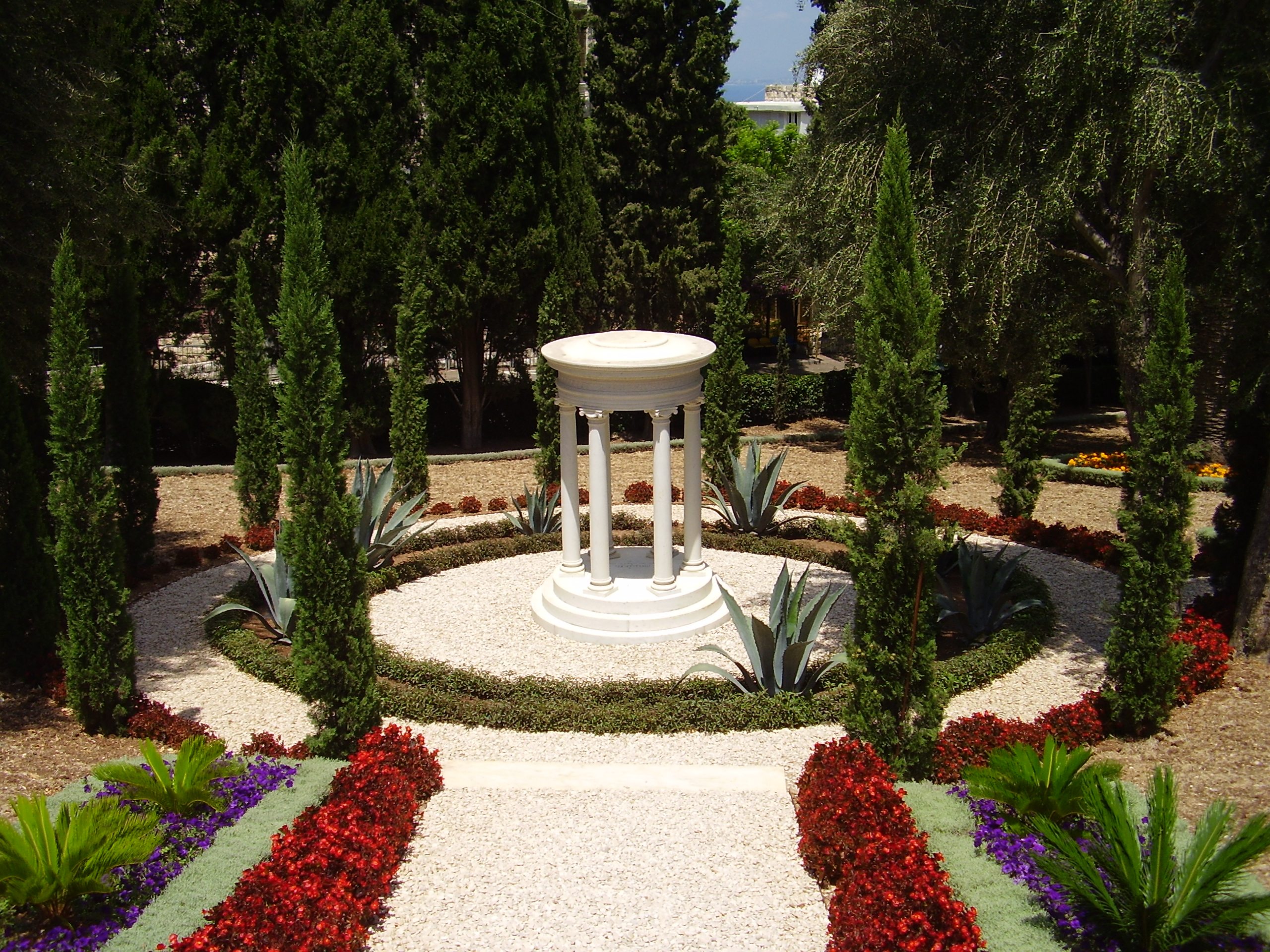
النصب التذكاري لمنيرة خانم
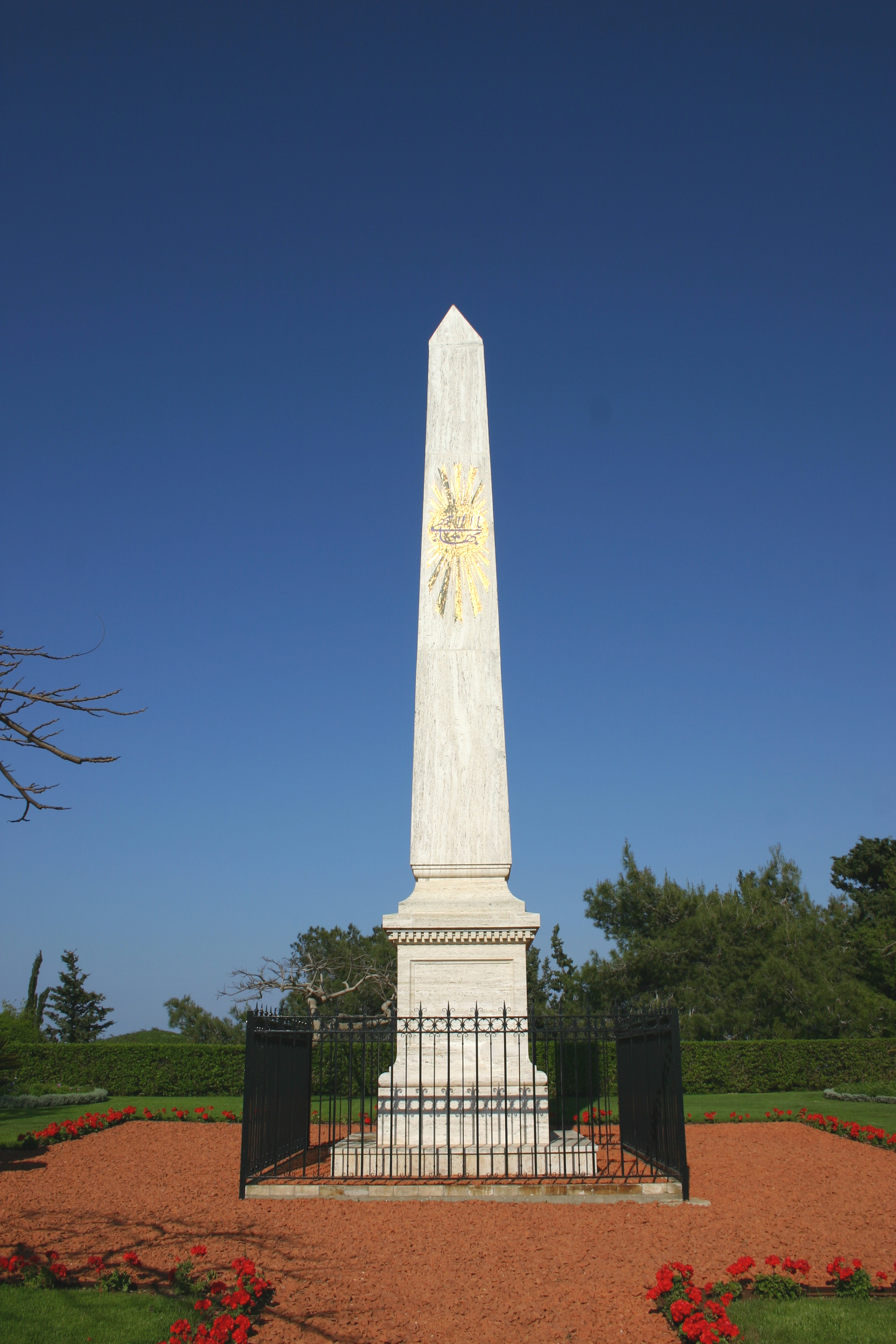
مسلة دار العبادة المستقبلي
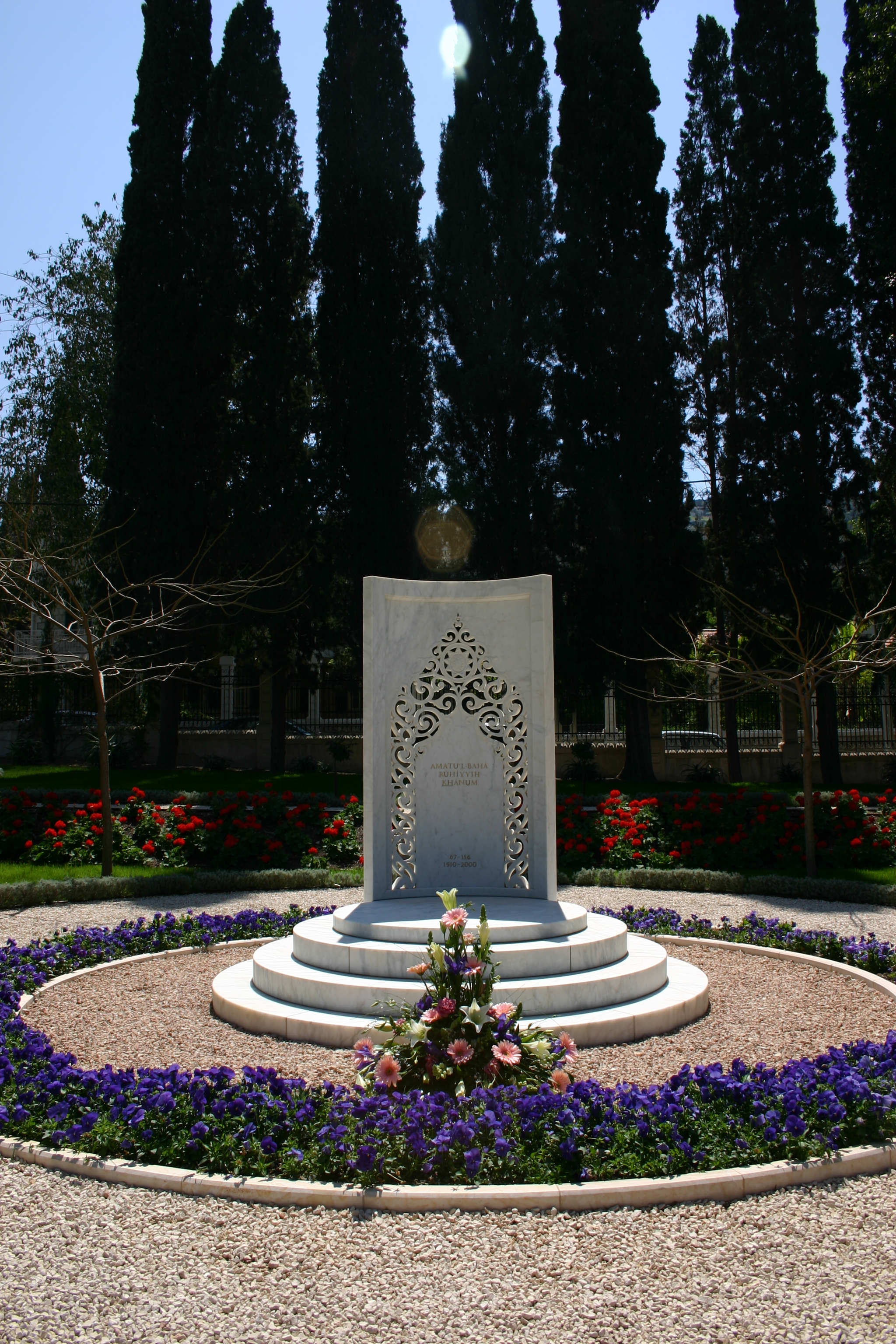
مرقد روحية خانم
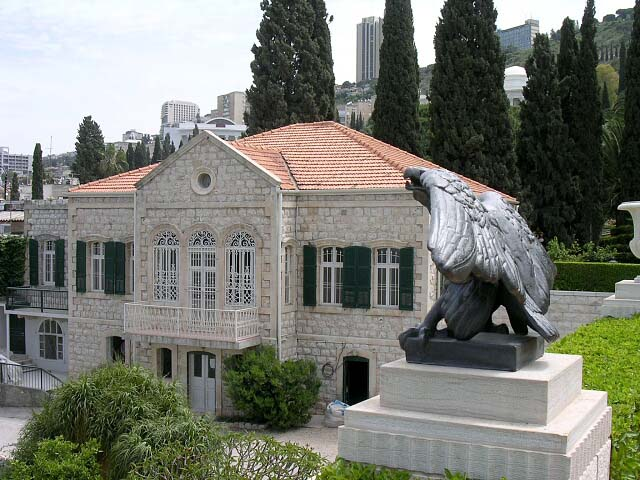
بيت الحج الشرقي بحيفا
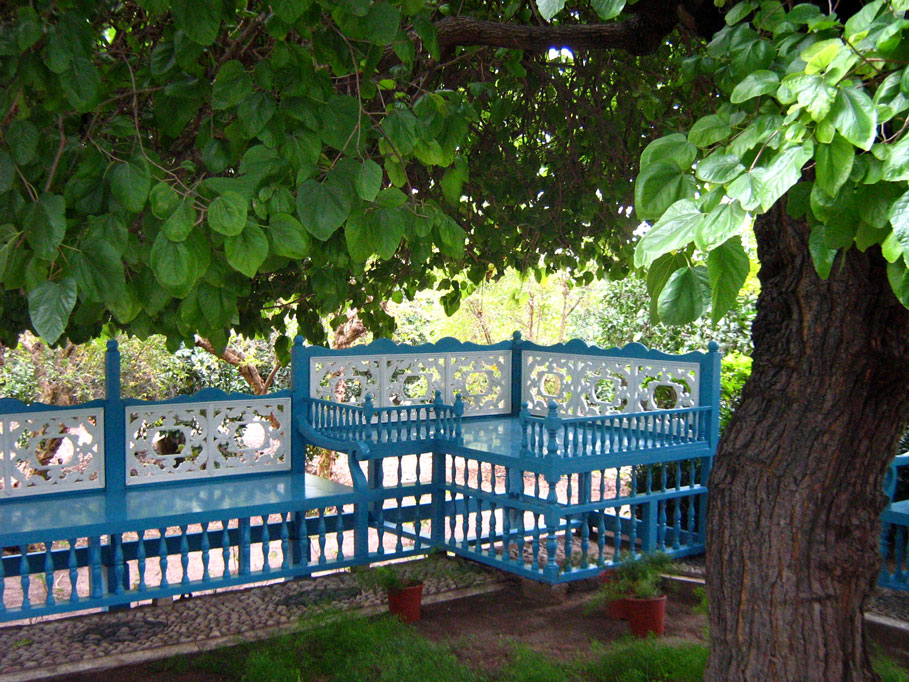
حديقة الرضوان بعكا
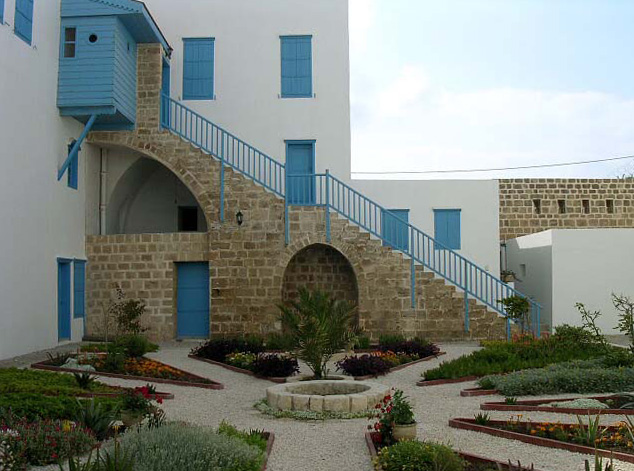
بيت عبد الله باشا
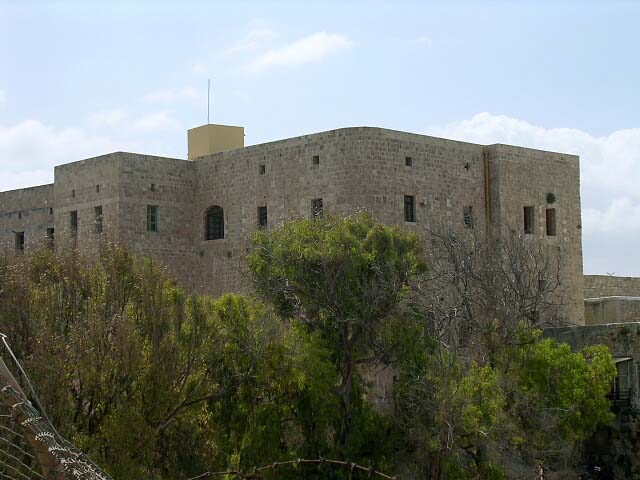
المكان الذي سُجِن فيه بهاءالله
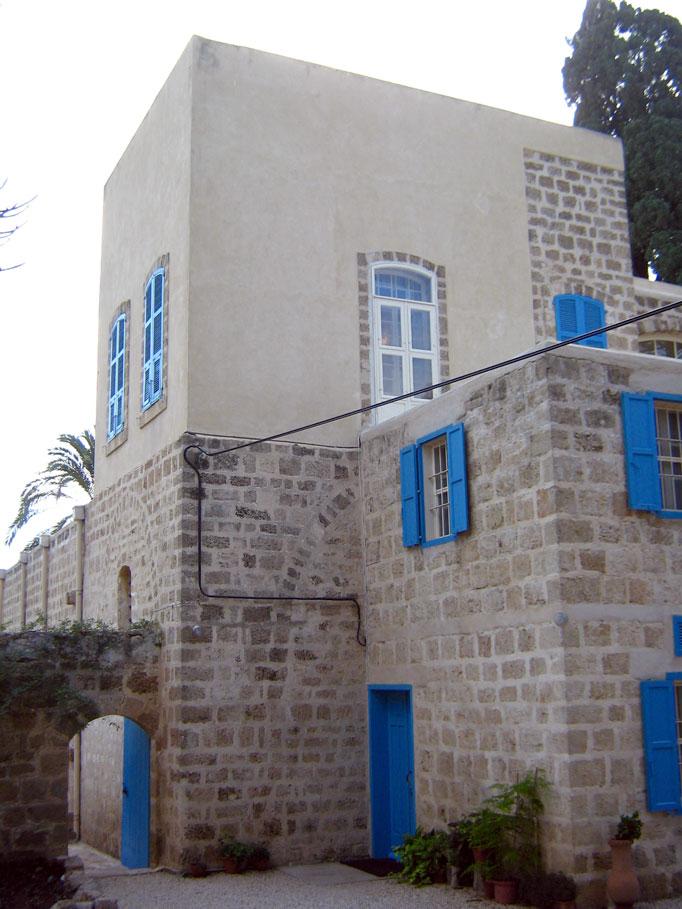
بيت المزرعة

## روابط خارجية
- الموقع الرسمي للدين البهائي